# Neva Cup
De Neva Cup (Russisch: Кубок Невы) is een jaarlijks basketbaltoernooi dat wordt gehouden in Sint-Petersburg in de herfst. Het is een opwarmtoernooi voor het nieuwe seizoen. Vier VTB United League teams zijn geselecteerd om deel te nemen aan het toernooi. De vier teams spelen tegen elkaar in de halve finale. De twee winnaars van elke wedstrijd spelen tegen elkaar om de toernooiwinst, terwijl de verliezers ook tegen elkaar spelen voor de derde plaats.

## Winnaars van de Neva Cup
| Jaar | Winnaar     | Uitslag      | Tegenstander          |
| ---- | ----------- | ------------ | --------------------- |
| 2020 | CSKA Moskou | groepsfase ¹ | Zenit Sint-Petersburg |

- ¹ opmerking: Toernooi met drie teams. Winnaar CSKA Moskou. Andere teams waren Zenit Sint-Petersburg en Avtodor Saratov.[1]

## Winnaars aller tijden
| Cups | Club        | In:  |
| ---- | ----------- | ---- |
| 1    | CSKA Moskou | 2020 |

## Per land
| Cups | x clubs | Land    |
| ---- | ------- | ------- |
| 1    | 1       | Rusland |

2020 · 2021